# Hauptwerke der gotischen Buchmalerei
Als Hauptwerke der gotischen Buchmalerei werden illuminierte Manuskripte angesehen, die in gotischer Zeit entstanden und in der kunstgeschichtlichen Literatur als Werke von besonderem künstlerischem Rang eingestuft werden. Allerdings gibt es in der kunstgeschichtlichen Literatur keine allgemein akzeptierten Kriterien, nach denen eine Handschrift als Hauptwerk zu gelten habe, so dass die hier vorgestellte Auswahl auch als „willkürlich“ bezeichnet werden kann.
Die Buchmalerei der Gotik ging von Frankreich und England aus, wo sie um 1160/70 einsetzte, während in Deutschland noch bis um 1300 romanische Formen dominant blieben. Während der gesamten gotischen Epoche blieb Frankreich als führende Kunstnation bestimmend für die stilistischen Entwicklungen der Buchmalerei. Mit dem Übergang von der Spätgotik zur Renaissance verlor die Buchmalerei in der zweiten Hälfte des 15. Jahrhunderts ihre Rolle als eine der bedeutendsten Kunstgattungen infolge der Ausbreitung des Buchdrucks.
Unsichere Datierungen und Lokalisierungen sowie Notnamen und unsichere Zuschreibungen an bestimmte Künstler werden in der Liste kursiv gesetzt. Die in der Rubrik „Lokalisierung“ angegebenen Länder sind nicht als Nationalstaaten, sondern als Kulturräume zu verstehen, die meist mit Sprachräumen identisch waren.

## Liste der Handschriften
| Abbildung | Gebräuchlicher Name                                                | Datierung                                                          | Lokalisierung                                                      | Künstler | Auftraggeber                                                                                       | Inhalt; Besonderheiten | Signatur |
| --------- | ------------------------------------------------------------------ | ------------------------------------------------------------------ | ------------------------------------------------------------------ | --- | -------------------------------------------------------------------------------------------------- | --- | --- |
|           | Ingeborg-Psalter                                                   | um 1195                                                            | Frankreich: Tournai                                                | unbekannt, evtl. zwei verschiedene Künstler                                                                                           | Ingeborg von Dänemark                                                                              | lateinischer Psalter; 27 Miniaturseiten mit 51 Bildern; die weich fließenden Gewänder und fein modellierten Gesichter zeigen byzantinischen Einfluss.                                                                                          | Chantilly, Musée Condé, Ms. 9 olim 1695 |
|           | Bible moralisée                                                    | 1220/30                                                            | Frankreich: Paris oder Champagne                                   | | französischer Königshof, vermutlich für Königin Blanka von Kastilien (1188-1252)                   | typologische Deutung des Alten und Neuen Testamentes; eine ganzseitige Miniatur und 1032 szenische Medaillons (je acht pro Seite) | Wien, Österreichische Nationalbibliothek, Codex Vindobonensis 2554 |
|           | Psalter der Blanka von Kastilien                                   | um 1230                                                            | Frankreich: Paris                                                  | | Ludwig und Blanka von Kastilien                                                                    | lateinischer Psalter; 27 Miniaturen und 24 Medaillons | Paris, Bibliothèque de l’Arsenal, Ms. lat. 1186 |
|           | Trinity College-Apokalypse                                         | 1242–1260 (Künstler I und II) bzw. 1255–1265 (Künstler III und IV) | England oder Nordfrankreich                                        | vier verschiedene Buchmaler | | französische Apokalypse und Texte zum Leben des Johannes; 75 Miniaturen | Cambridge, Trinity College, MS R.16.2 |
|           | Maciejowski-Bibel oder Kreuzritterbibel Ludwigs des Heiligen       | 1244-1254                                                          | Frankreich: Paris                                                  | sechs verschiedene Buchmaler | Ludwig der Heilige                                                                                 | lateinisches Altes Testament; 92 ganzseitige Miniaturen und 181 Zierinitialen | New York, Pierpont Morgan Library, M 638 sowie drei Einzelblätter: Paris, Bibliothèque nationale, Ms. nouv. acq. lat. 2294 und Los Angeles, J. Paul Getty Museum, Ms. 16 |
|           | De arte venandi cum avibus                                         | um 1258–1266                                                       | Italien: Süditalien                                                | | Manfred für seinen Vater Friedrich II., als überarbeiteter Ersatz für eine verlorene erste Fassung | lateinisches Lehrbuch über die Jagd mit Raubvögeln und eine Zoologie der Vögel; 660 Abbildungen | Rom, Vaticana, Cod. Pal. lat 1071 |
|           | Psalter Ludwigs des Heiligen                                       | 1260–1270                                                          | Frankreich: Paris                                                  | sechs Künstler aus dem Skriptorium Ludwigs IX.)                                                                                       | Ludwig der Heilige                                                                                 | lateinischer Psalter; 78 ganzseitige Miniaturen | Paris, Bibliothèque nationale, lat. 10525 |
|           | Lambeth-Apokalypse                                                 | 1260–1270                                                          | England: London                                                    | drei Schreiber und zwei Künstler | Eleanor de Quincy († 1274) oder Margaret de Ferrers († 1281)                                       | lateinische Apokalypse des Johannes; 78 halbseitige Miniaturen | London, Lambeth Palace, Ms. 209 |
|           | Douce-Apokalypse                                                   | 1270–1272                                                          | England: London, Hofschule von Westminster                         | | Eduard I. und Eleonore von Kastilien                                                               | lateinische/französische Apokalypse des Johannes; 97 halbseitige Miniaturen | Oxford, Bodleian Library, Ms. Douce 180 |
|           | Oscott-Psalter                                                     | 1270                                                               | England                                                            | | Hadrian V.                                                                                         | lateinischer Psalter | London, British Library, Ms. Add. 50000 |
|           | Westminster-Psalter                                                | um 1200 / 1250                                                     | England                                                            | | | lateinischer Psalter | London, British Library, Ms. Royal Ms. 2 A |
|           | Roman de la Poire                                                  | letztes Drittel des 13. Jahrhunderts                               | Frankreich                                                         | Atelier des „maître de Bari“ | | Romanze eines gewissen Thibaut; 9 ganzseitige Miniaturen, 18 historisierte Initialen | Paris, Bibliothèque nationale, fr. 2186 |
|           | Cantigas de Santa Maria, sog. E-codex                              | 1280-1283                                                          | Spanien: Kastilien                                                 | | Alfons der Weise                                                                                   | 420 Gedichte, meist mit Mensuralnotation; 1.262 Miniaturen | El Escorial, Biblioteca de San Lorenzo, Ms.B.I.2 |
|           | Brevier Philipps des Schönen                                       | vor 1296                                                           | Frankreich: Paris                                                  | Maître Honoré | Philipp der Schöne                                                                                 | Brevier | Paris, Bibliothèque nationale, lat. 1023 |
|           | Vadianus 302                                                       | kurz nach 1300                                                     | Deutscher Sprachraum: Oberrheingebiet (Konstanz oder Zürich)       | Konrad von St. Gallen (Weltchronik) und drei weitere Buchmaler                                                                        | Heinrich von Klingenberg                                                                           | Weltchronik des Rudolf von Ems und Strickers Karl der Große; 58 Miniaturen | St. Gallen, Vadiana, Ms. 302 Vad. |
|           | De-Lisle-Psalter                                                   | um 1308–1310 und vor 1319                                          | England: London, Westminster                                       | zwei Buchmaler | Robert de Lisle                                                                                    | lateinischer und französischer Psalter; 24 Miniaturen | London, British Library, Arundel Ms. 83. pt I |
|           | Weltchronik / Karl der Große                                       | 1310-1330                                                          | Deutscher Sprachraum: Oberrheingebiet (Zürich oder Elsaß-Breisgau) | Meister der Weltchronik des Rudolf von Ems (im Umkreis des Codex Manesse)                                                             | Konrad IV.                                                                                         | des Rudolf von Ems: Weltchronik und Der Stricker: Karl der Große; Fragment (46 Seiten); 23 ganzseitige Miniaturen | Berlin, Staatsbibliothek, Ms. germ. fol. 623 |
|           | Queen Mary Psalter                                                 | um 1310                                                            | England                                                            | | | lateinischer Psalter | London, British Library, Ms. Royal 2. B. VII |
|           | Codex Manesse                                                      | nach 1310 bis um 1340                                              | Deutscher Sprachraum: Zürich                                       | Meister des Codex Manesse: „Grundstockmeister“ (110 Miniaturen) und drei weitere Buchmaler                                            | Familie der Thurgauer Grafen von Toggenburg                                                        | deutschsprachige Minnelieder; 137 ganzseitige Miniaturen | Heidelberg, Universitätsbibliothek, Cod. pal. germ. 848 |
|           | Katharinentaler Graduale                                           | 1312                                                               | Deutscher Sprachraum: Zürich                                       | | | Graduale | Zürich, Schweizerisches Landesmuseum, LM 26117 |
|           | Vie et miracles de Saint Denis                                     | 1317                                                               | Frankreich: Paris                                                  | begonnen von Yves, Mönch in Saint-Denis                                                                                               | Jean de Pontoise, Gilles de Pontoise (Äbte von St. Denis); Geschenk für König Philipp V.           | lateinische und französische Vita des heiligen Dionysius von Paris; 77 Miniaturen | Paris, Bibliothèque nationale, fr. 2090–2092 |
|           | Goldene Haggada                                                    | um 1320–1330                                                       | Spanien: Katalonien                                                | zwei Buchmaler | | hebräische Haggadah; 14 Miniaturseiten | London, British Library, Ms. Add. 27 |
|           | Belleville-Brevier                                                 | um 1323–1326                                                       | Frankreich: Paris                                                  | Jean Pucelle | | lateinisches Brevier | Paris, Bibliothèque nationale, lat. 10484 |
|           | Luttrell-Psalter                                                   | um 1325–1335                                                       | England                                                            | | Sir Geoffrey Luttrell                                                                              | Psalter | London, British Library, MS 42130 |
|           | Stundenbuch der Jeanne d’Evreux                                    | 1325–1328                                                          | Frankreich: Paris                                                  | Jean Pucelle | Johanna von Evreux                                                                                 | lateinisches Stundenbuch; Pucelle führte mit diesem Werk die Grisaille-Technik in die Buchmalerei ein, die im gesamten 14. Jahrhundert sehr beliebt blieb.                                                                                     | New York, Metropolitan Museum of Art, The Cloisters |
|           | Stundenbuch der Johanna von Navarra                                | um 1336–1340                                                       | Frankreich: Paris                                                  | drei unbekannte Künstler und Jean le Noir, »illuminateur de roi« mit Bourgot Le Noir                                                  | Johanna, ab 1329 Königin von Navarra                                                               | lateinisches Stundenbuch, alle Rubriken und Überschriften sowie einige Gebete auf Französisch; 32 Miniaturen | Paris, Bibliothèque nationale, Ms. nouv. acq. lat. 3145 |
|           | Codex Ambrosianus oder «Virgilio del Petrarca»                     | 1340                                                               | Italien: Siena                                                     | Simone Martini u. a. | Petrarca                                                                                           | Petrarca: Vergil, Servius, Statius, Horaz | Mailand, Ambrosiana Ms. A 79 inf. |
|           | Psalter der Bonne von Luxemburg                                    | 1348/49                                                            | Frankreich: Paris                                                  | Jean le Noir | Bonne von Luxemburg                                                                                | lateinisches Stundenbuch; 14 Miniaturen | New York, Metropolitan Museum of Art, The Cloisters, Inv. 69-86 |
|           | Guillaume de Machaut: Werke                                        | um 1355–1360                                                       | Frankreich: Paris                                                  | | ein Mitglied des Hofes in Paris                                                                    | Guillaume de Machaut: Werke; 104 Miniaturen | Paris, Bibliothèque nationale, Ms. fr. 1586 |
|           | Bibel des Jean de Vaudetar                                         | 1372                                                               | Frankreich: Paris                                                  | Jean de Bondol | Karl V.                                                                                            | Jean de Vaudetar: Bible historiale; 269 Illustrationen | Den Haag, Museum Meermanno-Vesteenianum, Ms 10 B 23 |
|           | Petites Heures des Herzogs Jean de Berry                           | 1372–1390 (in mehreren Etappen)                                    | Frankreich: Paris                                                  | Jean le Noir, Jacquemart de Hesdin; Brüder von Limburg (eine Miniatur)                                                                | Jean de Berry                                                                                      | lateinisches Stundenbuch | Paris, Bibliothèque nationale, Ms. lat. 18014 |
|           | Lukan: De bello civili                                             | 1373                                                               | Italien: Bologna                                                   | Niccolò di Nascimbene, genannt Niccolò da Bologna                                                                                     | | Lukan: Bürgerkrieg; es gibt über 400 mittelalterliche Handschriften mit diesem Text | Mailand, Biblioteca Trivulziana, Ms. 691 |
|           | Grandes Chroniques de France de Charles V.                         | 1375–1380                                                          | Frankreich: Paris                                                  | | Karl V.                                                                                            | Grandes Chroniques de France | Paris, Bibliothèque nationale, fr. 2813 |
|           | Très Belles Heures des Jean de Berry                               | um 1380, ca. 1404–1409, um 1412                                    | Frankreich: Paris, Bourges                                         | Meister des Paraments von Narbonne, Meister Johannes’ des Täufers, Heilig-Geist-Meister                                               | Jean de Berry                                                                                      | lateinisches Stundenbuch; 25 Miniaturen | Paris, Bibliothèque nationale, Ms. nouv. acq. lat. 3093 |
|           | Turin-Mailänder Stundenbuch                                        | 1380/90-1420                                                       | Niederlande: Flandern; Frankreich: Paris, Bourges                  | Meister des Paraments von Narbonne, Meister G (evtl. Jan van Eyck), Meister Johannes’ des Täufers, Barthélemy d’Eyck, Hubert van Eyck | Jean de Berry                                                                                      | lateinisches Stundenbuch | Turin, Museo Civico d’Arte Antica, Ms. 47 |
|           | Wenzelsbibel                                                       | 1389–1400                                                          | Deutscher Sprachraum: Prag                                         | Balaam-Meister, Frana, Kuthner und mindestens vier weitere Buchmaler aus der Wenzelswerkstatt                                         | König Wenzel                                                                                       | Bibel; 646 Miniaturen sowie zahllose Randleisten und Figureninitialen | Wien, Österreichische Nationalbibliothek, Cod. 2759–64 |
|           | Stundenbuch des Giangaleazzo Visconti                              | um 1390, vollendet nach 1428                                       | Italien: Lombardei (Mailand)                                       | Giovannino de’ Grassi; Luchino Belbello da Pavia u. a.                                                                                | Gian Galeazzo Visconti                                                                             | lateinisches Stundenbuch; zwei Bände; 34 Miniaturen | Florenz, Biblioteca Nazionale, Banco Rari 397 und Landau Finaly 22 |
|           | Biblia pauperum                                                    | um 1395–1400/05                                                    | Niederlande: Den Haag                                              | Meister des Stundenbuchs der Margarethe von Kleve                                                                                     | Herzog Albrecht I. von Bayern                                                                      | lateinische Biblia pauperum; 93 Miniaturen in mehr oder minder Standard-Layout: In der Mitte eine Szene aus dem Neuen Testament, flankiert auf beiden Seiten durch Szenen aus dem Alten Testament, die sich nach der Typologie darauf beziehen | London, British Library, King’s MS. 5 |
|           | Tacuinum sanitatis in Medicina                                     | kurz vor 1400                                                      | Italien: Verona oder Mailand                                       | zwei verschiedene Buchmaler | | Lateinisches Gesundheitsbuch nach einer Übersetzung aus dem Arabischen des 13. Jahrhunderts | Wien, Österreichische Nationalbibliothek, S.N. 2644 |
|           | Goldene Bulle Karls IV.                                            | 1400                                                               | Deutscher Sprachraum: Prag                                         | Wenzelswerkstatt | König Wenzel                                                                                       | Goldene Bulle Karls IV. | Wien, Österreichische Nationalbibliothek, Cod. 338 |
|           | Beaufort-Stundenbuch                                               | um 1400–1410                                                       | England oder südliche Niederlande                                  | Meister der Beaufort-Heiligen, Hermann Scheerre                                                                                       | Margaret Beauchamp, Duchess of Somerset                                                            | lateinisches Stundenbuch, Fragment; 13 ganzseitige Miniaturen | London, British Library, Royal, Ms. 2 A.XVIII |
|           | Bible moralisée                                                    | 1402–1404, 1450–1465, 1485–1493                                    | Frankreich                                                         | Brüder von Limburg, Colin d'Amiens, Georges Trubert u. a.                                                                             | Philipp der Kühne                                                                                  | Bible moralisée | Paris, Bibliothèque nationale, Ms. fr. 166 |
|           | Sendbrief der Othéa an Hektor                                      | um 1404–1408                                                       | Frankreich: Paris                                                  | Epistel-Meister, Egerton-Meister | Ludwig von Orléans                                                                                 | Christine de Pizan: „Sendbrief der Othéa an Hektor“ | Paris, Bibliothèque nationale, Ms. fr. 606 |
|           | Le Livre de la Cité des Dames                                      | um 1405                                                            | Frankreich: Paris                                                  | Meister der Cité des Dames | Jean de Berry                                                                                      | Christine de Pizan: „Le Livre de la Cité des Dames“; 9 Miniaturen | Paris, Bibliothèque nationale, Ms. fr. 607 |
|           | Très Belles Heures de Jehan de France oder „Brüsseler Stundenbuch“ | frühes 15. Jahrhundert                                             | Frankreich: Paris                                                  | André Beauneveu, Jacquemart de Hesdin                                                                                                 | Jean de Berry                                                                                      | Stundenbuch; 20 ganzseitige Miniaturen, 17 Initialzierseiten | Brüssel, Bibliothèque Royale, ms. 11060-61 |
|           | Très Belles Heures de Notre-Dame                                   | um 1380, ca. 1404-1409, um 1412                                    | Frankreich: Paris (1378-1280), Bourges (1400-1405)                 | Jean d'Orléans (zwischen 1361 und 1407 nachgewiesen) und Gehilfen, Meister des Heiligen Geistes, Meister Johannes des Täufers         | Jean de Berry                                                                                      | Fragment eines Stundenbuchs mit Teilen eines Missales; 26 Bildseiten | Paris, Bibliothèque nationale, NAL 3093 |
|           | Gaston Phoebus: Das Buch der Jagd                                  | um 1405–1410                                                       | Frankreich: Paris                                                  | mindestens drei Künstler | Johann Ohnefurcht                                                                                  | Gaston Phoebus: „Das Buch der Jagd“; 87 Miniaturen | Paris, Bibliothèque nationale, Ms. fr. 616 |
|           | Stundenbuch des Jean de Boucicaut                                  | um 1405–1410                                                       | Frankreich: Paris                                                  | Boucicaut-Meister | Jean II. Le Maingre, Marschall von Boucicaut                                                       | Stundenbuch; 46 Miniaturen | Paris, Musée Jacquemart-André, Ms. 2 |
|           | Pierre Salmon                                                      | um 1410                                                            | Frankreich: Paris                                                  | Boucicaut-Meister; Meister der Cité des Dames                                                                                         | Karl VI.                                                                                           | Pierre Salmon: Réponses à Charles VI et Lamentation au Roi sur son état; 27 Miniaturen | Paris, Bibliothèque nationale, Ms. fr. 23279 |
|           | Sendbrief der Othea an Hektor                                      | um 1410–1412                                                       | Frankreich: Paris                                                  | Meister der Cité des Dames | Isabeau de Bavière                                                                                 | Christine de Pizan: „Sendbrief der Othea an Hektor“; 101 Miniaturen | London, British Library, Harley Ms. 4431 |
|           | Buch von den Wundern der Erde                                      | um 1410–1412                                                       | Frankreich: Paris                                                  | Boucicaut-Meister, Bedford-Meister u. a.                                                                                              | Geschenk des Johann ohne Furcht für seinen Onkel Jean de Berry                                     | Reiseberichte, darunter Marco Polo: „Il Milione“; 84 großformatige und zahlreiche kleinere Miniaturen | Paris, Bibliothèque nationale, Ms. fr. 2810 |
|           | Très Riches Heures des Jean de Berry                               | 1410/1416                                                          | Frankreich                                                         | Brüder Limburg | Jean de Berry                                                                                      | lateinisches Stundenbuch | Chantilly, Musée Condé, Ms. 65 |
|           | Réponses à Charles VI et Lamentation au Roi sur son état           | zwischen 1412 und 1415                                             | Frankreich: Paris                                                  | Boucicaut-Meister | Karl VI. (?)                                                                                       | Pierre Salmon: Réponses à Charles VI et Lamentation au Roi sur son état; 23 Miniaturen | Genf, Bibliothèque publique et universitaire, Ms. fr. 165 |
|           | Gebetbuch der Maria von Geldern                                    | 1415                                                               | Niederlande: Marienborn bei Arnheim                                | | Maria von Geldern                                                                                  | ältestes Gebetbuch in niederländischer Sprache | Berlin, Staatsbibliothek, Ms. germ. qu. 42 |
|           | Rohan-Stundenbuch                                                  | um 1430/35                                                         | Frankreich                                                         | Rohan-Meister und Werkstatt | Jolanthe von Aragón                                                                                | lateinisches Stundenbuch nach der Liturgie von Paris; 12 ganzseitige, 54 halbseitige, 227 kleine Miniaturen | Paris, Bibliothèque nationale, Ms. lat. 9471 |
|           | Stundenbuch der Katharina von Kleve                                | um 1440                                                            | Niederlande: Utrecht                                               | drei Miniatoren | Katharina von Kleve                                                                                | lateinisches Stundenbuch, zweiteilig; 25 ganzseitige, 132 halbseitige Miniaturen; 7 ganzseitige und 4 halbseitige Miniaturen sind verschollen                                                                                                  | New York, Pierpont Morgan Library, M 917 und 945 |
|           | Chronik des Hagenau                                                | 1446                                                               | Niederlande: südliche Niederlande                                  | Rogier van der Weyden (u. a.) | Philipp der Gute                                                                                   | Jean Wauquelin: Chronik des Hennegau | Brüssel, Königliche Bibliothek, Ms. 9242-9244 |
|           | Grandes Chroniques de France                                       | um 1450–1460                                                       | Frankreich                                                         | Jean Fouquet | | quasi-offizielle Historiographie in französischer Sprache; erste Ansätze bereits in den 1260er Jahren; 51 Miniaturen | Paris, Bibliothèque nationale de France, fr. 6465 |
|           | Livre du Roi Modus                                                 | 1450 - 1467                                                        | Niederlande: Flandern                                              | Girart-Meister | Philipp der Gute                                                                                   | Henri de Ferrières: „Jagdbuch des Königs Modus“ (ältestes Jagdbuch in französischer Sprache); 56 Miniaturen | Brüssel, Bibliothéque Royale Albert Ier, Ms. 10218 |
|           | Stundenbuch des Étienne Chevalier                                  | vor 1457                                                           | Frankreich                                                         | Jean Fouquet | Étienne Chevalier                                                                                  | Stundenbuch | Chantilly, Musée Condé (40 Blatt); Paris, Louvre, Departement des Arts graphiques, R. F. 1679, M. I. 1093; je ein Einzelblatt: London, British Library, Add. 37421; New York, Metropolitan Museum; Paris, Bibliothèque nationale de France, n. a. lat. 1416; Paris, Musée Marmottan; Upton House, Lord Bearsted (National Trust); Gent, Privatbesitz (2 Textblätter) |
|           | Das Buch vom liebentbrannten Herzen                                | um 1457–1470                                                       | Frankreich                                                         | Barthélemy d’Eyck | René d’Anjou                                                                                       | René d’Anjou: „Das Buch vom liebentbrannten Herzen“; 16 Miniaturen | Wien, Österreichischen Nationalbibliothek, Codex Vindobonensis 2597 |
|           | Schwarzes Stundenbuch                                              | um 1475                                                            | Niederlande: Brügge                                                | Umfeld von Willem Vrelant | Hof der Herzöge von Burgund                                                                        | lateinisches Stundenbuch; 14 Miniaturen, mehr als 30 goldverzierte Initialen | New York, Morgan Library & Museum, M. 493 |
|           | Darmstädter Haggadah                                               | um 1410-30                                                         | Deutschland: Oberrhein                                             | Israel ben Meir von Heidelberg | | hebräische Haggada; 29 ganzseitige, 15 halbseitige Miniaturen | Darmstadt, Hessische Landesbibliothek, Cod. Or.8 |